# Новая Усадьба
Новая Усадьба  — село, административный центр Новоусадебского сельского поселения в составе Комсомольского района Ивановской области
Российской Федерации. 

## География
Посёлок Новая Усадьба расположен вблизи районного центра  –  города Комсомольска, до которого 1 км, расстояние до областного центра  г.  Иваново  – 36 км,  до столицы России  г.  Москвы – 218 км; до других ближайших городов: Фурманова –  51 км,  Нерехты –  49 км. Расстояния до ближайших аэропортов: Иваново – 36 км, Ярославль – 62 км, Сокеркино – 95 км.

## История
В 1981 году — согласно Указу Президиума Верховного Совета РСФСР от 30.03.1981 г. центральная усадьба совхоза «Комсомольский» Комсомольского района Ивановской области переименован, назван  посёлком Новая Усадьба .

## Улицы Новой Усадьбы
- Гагарина
- Зелёная
- Зои Космодемьянской
- Молодёжная [4].

## Население
| 2010 |
| ---- |
| 255  |